# 29476 Kvíčala
(29476) Kvíčala, denumire internațională (29476) Kvicala, este un asteroid din centura principală de asteroizi.

## Descriere
29476 Kvíčala este un asteroid din centura principală de asteroizi. A fost descoperit pe 31 octombrie 1997 la Observatorul din Ondřejov de Petr Pravec. Asteroidul prezintă o orbită caracterizată de o semiaxă mare de 2,74 ua, o excentricitate de 0,11 și o înclinație de 10,2° în raport cu ecliptica.